# Ribeira de São João (Funchal)

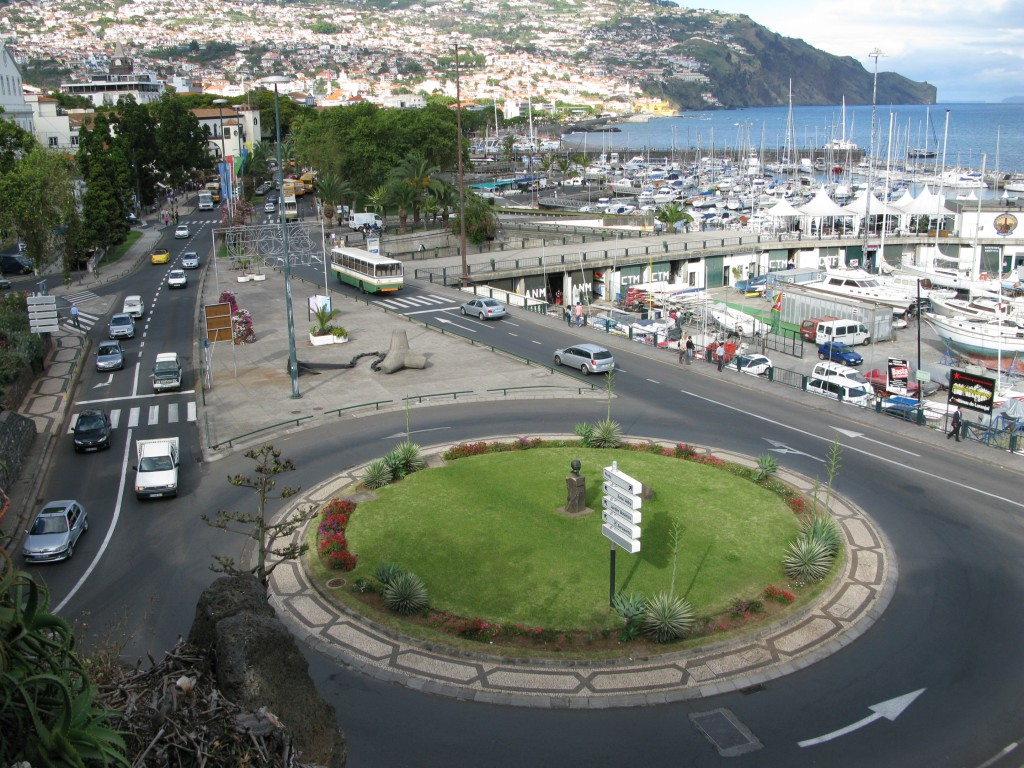
Zona onde desagua a Ribeira de São João próximo à Marina do Funchal. A Ribeira passa por baixo da Avenida do Mar antes de desaguar

A Ribeira de São João ou Ribeira de Santo António é uma ribeira da ilha da Madeira. Passa sob a Avenida do Mar e das Comunidades Madeirenses, no Funchal, imediatamente antes de desaguar próximo à Marina. É uma das três principais ribeiras do Funchal, juntamente com a Ribeira de Santa Luzia e a Ribeira de João Gomes.